# Jōruri
Jōruri è il teatro delle marionette giapponese. Insieme al Kyōgen, al Nō e al Kabuki è una delle quattro forme di teatro tradizionale giapponese. Gli spettacoli interpretati da marionette e accompagnati dal suono dello shamisen rappresentavano drammi classici come il Chūshingura. Soppiantato per un certo periodo dal Kabuki, mantenne in seguito una sua autonomia come le altre forme teatrali giapponesi. Il Jōruri venne in seguito designato Bunraku dal nome di Uemura Bunrakuken (1737-1810) che rilanciò questa forma di rappresentazione ad Osaka, nell'ultimo decennio del XVIII secolo. Tra i maggiori autori di Jōruri si può menzionare Ki no Kaion.